# U98 (潜水艦・2代)
U-98は第二次世界大戦中のナチス・ドイツ海軍のVIIC型Uボートで、1941年3月から1942年11月の沈没まで活動した。
1940年8月31日、U-98は進水し、10月12日に就役し、ローベルト・ギュゼー少佐の指揮の下、46名の乗組員と共にフランスのサン・ナゼールを拠点に活動した。1942年3月24日、艦長をヴィルヘルム・シュルツェ少佐に交代した。1942年10月、最後の艦長はクルト・アイヒマン中尉に引き継がれた。U-98は6つのウルフパックに参加した。

## 艦歴

### 第1哨戒
1941年3月12日、ロベルト・ギサエの指揮の元キールから出港し、アイスランド南方で大西洋に出た。3月27日、U-98はSC25船団からはぐれた6,695総登録トンのイギリス船コラントンをレイキャビクの南南西で1本の魚雷で撃沈した。コラントンはすぐに沈没した。コラントンは8,769トンの銑鉄を積んでいた。4月4日、U-98はウルフパックに加わり、SC26船団を攻撃した。U-98は2,467総登録トンのノルウェー船ヘッレと5,122総登録トンのイギリス船ウェルコームを撃沈した。4月9日、U-98はHX117船団の1,304総登録トンのオランダ船プリンス・ウィレム2世を撃沈した。4月14日、U-98はフランス大西洋岸のロリアンに到着した。

### 第2哨戒
1941年5月1日にロリアンを出港してU-98はもう一度大西洋へ入り、今回はグリーンランドのファーベル岬の南の海域へ向かった。5月13日4時、U-98は霧の中SC30船団を護衛していた10,549総登録トンのイギリス武装商船(AMC)サロピアンを発見した。U-98は最初の攻撃で魚雷を2本発射したが失敗し、6時20分に2回目の攻撃を行った。1時間後の3回目の攻撃は成功し、武装商船の中腹と船首に命中したが、サロピアンからの砲撃をU-98は防げず、潜航を余儀なくされた。しかし、この攻撃でサロピアンの無線アンテナが倒れ、蒸気ラインが折れ、エンジンが停止した。
8時と8時50分にさらに2本の魚雷がサロピアンの機関室に命中した。10時43にとうとう1本の魚雷が命中し中腹を破壊した。サロピアンは二つに分かれ、2分以内に沈没した。最終的に9本の魚雷が使用された。サロピアンといった元商船は海軍用に改装される時、貨物室に空の樽といった浮く物を詰めていたため、かなりの魚雷が命中しても耐え、浮かぶことができた。
翌日、サロピアンの艦長ジョン・メイネル・アレイン卿と277名の士官と水兵が駆逐艦インパルシヴに救助された。士官1名と水兵2名が死亡した。
1941年5月20日、U-98は分散したHX126船団の一員である5,356総登録トンのイギリス船ロザミアを撃沈した。翌日、U-98は別の分散した輸送船団であるOB322に所属していた7,402総登録トンのイギリス船マルコーニを撃沈した。1941年5月29日、U-98は新しい母港のサン・ナゼールに到着した。

### 第3哨戒
1941年6月23日にサン・ナゼールを出港し、7月9日にU-98はアゾレス諸島北西でOB341船団を攻撃して5,945総登録トンのイギリス船デザイナーを撃沈し、また4,897総登録トンのイギリス船インヴァーネスも撃沈した。7月23日、U-98はサン・ナゼールに帰還した。

### 第4哨戒
1941年8月31日にサン・ナゼールを出港し、U-98はブリテン諸島西の海域を哨戒し、9月16日にセント・キルダ北西でSC42船団に4本の魚雷を1本ずつ発射して4,392総登録トンのイギリス船ジェッドモアを撃沈した。9月26日、U-98はサン・ナゼールに帰還した。

### 第5哨戒
1941年10月29日にU-98はサン・ナゼールを出港し、アゾレス諸島北の大西洋を哨戒した後11月29日に帰還した。32日間航海したが、戦果は無かった。

### 第6哨戒
1942年1月18日、U-98はロベルト・ギサエの指揮下で最後の哨戒に出航し、大西洋を横切りカナダの東海岸へ向かった。1942年2月15日、U-98は元々ON船団に所属していた5,298総登録トンのイギリス船ビエラを雷撃し、レース岬(ニューファンドランド東端)の約400マイル南東で撃沈した。ビエラの乗組員は救命ボートに乗ったが、生存者はいなかった。2月27日、U-98はサン・ナゼールに帰還した。

### 第7哨戒
1942年3月31日、ヴィルヘルム・シュルツェ中佐の指揮の元、U-98はサン・ナゼールから出航した。しかし、4月2日0時47分、当時ビスケー湾にいたU-98はイギリス空軍沿岸司令部の第502飛行隊に所属するホイットレイ爆撃機から250ポンド(110kg)の爆雷を6発落とされる攻撃を受けた。U-98は小破したものの急速潜航して脱出した。U-98はその後フロリダ沿岸へ航海したが戦果はなく、1942年6月6日に帰港した。

### 第8哨戒
1942年7月14日、U-98は次の哨戒を開始し、フロリダ沖に戻り機雷を敷設した。1942年8月10日、185トンのアメリカ掃海艇ボールド(AMc-67)がその機雷により損傷した。9月16日、U-98は母港に帰還した。

### 第9哨戒と沈没
U-98の9回目にして最後の哨戒はクルト・アイヒマン中尉の指揮の元行われた。1942年10月22日、U-98はサン・ナゼールを出港し、大西洋中央まで航海したが戦果はなく、11月15日、ジブラルタル海峡の西北緯36度09分 西経7度42分 / 北緯36.150度 西経7.700度座標: 北緯36度09分 西経7度42分 / 北緯36.150度 西経7.700度でイギリス駆逐艦レスラーからの爆雷により沈没した。46名の乗組員全員が死亡した。

### ウルフパック
U-98は6つのウルフパックに参加した。
- ヴェスト(1941年5月8日～27日)
- ゼーヴォルフ(1941年9月3日～9月15日)
- シュテルテベッカー(1941年11月5日～11月19日)
- ゲーデッケ(1941年11月19日～22日)
- ナッター(1942年10月30日～11月8日)
- ヴェストヴァル(1942 年11月8日～15日)

## 戦果一覧
| 日付          | 船名                  | 国籍         | 総トン数 | 結果             |
| ------------- | --------------------- | ------------ | -------- | ---------------- |
| 1941年3月27日 | コラントン            | イギリス     | 6,695    | 沈没             |
| 1941年4月4日  | ヘッレ                | ノルウェー   | 2,467    | 沈没             |
| 1941年4月4日  | ウェルコーム          | イギリス     | 5,122    | 沈没             |
| 1941年4月9日  | プリンス・ウィレム2世 | オランダ     | 1,304    | 沈没             |
| 1941年5月13日 | サロピアン            | イギリス海軍 | 10,549   | 沈没             |
| 1941年5月20日 | ロザミア              | イギリス     | 5,356    | 沈没             |
| 1941年5月21日 | マルコーニ            | イギリス     | 7,402    | 沈没             |
| 1941年7月9日  | デザイナー            | イギリス     | 5,945    | 沈没             |
| 1941年7月9日  | インヴァーネス        | イギリス     | 4,897    | 沈没             |
| 1941年9月16日 | ジェッドモア          | イギリス     | 4,392    | 沈没             |
| 1942年2月15日 | ビエラ                | イギリス     | 5,298    | 沈没             |
| 1942年8月10日 | ボールド              | アメリカ海軍 | 185      | 損傷(機雷による) |

## 当初の沈没記録
U-98はもともと1942年11月19日にサン・ヴィンセンテ岬南東で第608飛行隊のロッキード・ハドソンにより沈没したと思われていた。実際はU-413が標的であり、大破した。